# Солис, Хуан Диас де
Хуа́н Ди́ас де Соли́с (исп. Juan Díaz de Solís; ок. 1470 — 20 января 1516) — испанский мореплаватель и исследователь, один из первых европейцев, проникших в залив-эстуарий Ла-Плата в Южной Америке. Рождён, вероятно, в Лебрихе (Севилья), хотя некоторые историки утверждают, что он мог быть родом из андалусской семьи, переселившейся в Португалию.
В 1506—1507 годах Солис служил навигатором в экспедициях Висенте Яньеса Пинсона к берегам Центральной Америки (Юкатан и Гондурасский залив), в 1509 году — к берегам Бразилии. В 1512 году после смерти Америго Веспуччи Хуан Солис получил звание главного кормчего и сопутствующую обязанность обновлять Падро́н-Реа́ль (главную испанскую навигационную карту) совместно с Хуаном Веспуччи.
Через два года после этого назначения Хуан Диас де Солис подготовил экспедицию для исследования южной части нового континента. Ему было поручено исследовать области в 5 тыс. миль к югу от Панамского перешейка. Три корабля с экипажем из 70 человек и запасом провианта на 2,5 года вышли из Санлукар-де-Баррамеда 8 октября 1515 года и по достижении Нового Света взяли курс на юг вдоль побережья Южной Америки. В феврале 1516 года экспедиция достигла залива Ла-Плата, который был назван «Mar Dulce» — «пресное море». Солис поднялся на лодке до слияния рек Парана и Уругвай и высадился на левый берег. Небольшой десант был атакован индейцами чарруа, в стычке с которыми Солис и его спутники, за исключением Франсиско дель Пуэрто, были убиты и съедены на глазах у оставшихся на борту моряков. Пуэрто был оставлен заложником и позже снабдил ценной информацией Себастьяна Кабота, который прибыл в этот район в 1526 году и продолжил дело Солиса по исследованию новых земель, поднявшись по впадающим в Ла-Плату рекам.
После трагедии корабли экспедиции Солиса отплыли обратно в Испанию, причём один из них по пути потерпел крушение у острова Санта-Катарина. Оставшиеся в живых члены экипажа были спасены тем же Каботом.